# (523743) 2014 TA86
(523743) 2014 TA86 est un objet transneptunien en résonance 3:5 avec Neptune.